# Angry Birds POP!
Angry Birds POP! este un joc video co-dezvoltat de Rovio Entertainment și Outplay Entertainment care a fost lansat mai întâi în Canada pe 22 decembrie 2014 și a fost lansat internațional pentru iOS și Android pe 12 martie 2015. Jocul a fost al doilea joc din seria Angry Birds Stella și un spin-off din Angry Birds.
A fost lansat mai întâi ca Angry Birds Stella POP!, dar din 5 iulie 2015, numele de Stella a fost eliminat din titlul jocului și noul nume este Angry Birds POP!.

## Episoade
| #  | Episod                | Niveluri | Data lansării      |
| -- | --------------------- | -------- | ------------------ |
| 1  | Waterfall             | 30       | 12 martie 2015     |
| 2  | Forest Haven          | 15       | 12 martie 2015     |
| 3  | The Beach Party       | 15       | 12 martie 2015     |
| 4  | Crystal Caves         | 15       | 12 martie 2015     |
| 5  | Monument Mountains    | 20       | 27 martie 2015     |
| 6  | Lily Lagoon           | 20       | 21 aprilie 2015    |
| 7  | Bees and Honey        | 20       | 4 mai 2015         |
| 8  | Give Red a Chance     | 20       | 21 mai 2015        |
| 9  | Mushroom Cave         | 20       | 10 iunie 2015      |
| 10 | Golden Temple         | 20       | 18 iunie 2015      |
| 11 | Blues' Oasis          | 20       | 5 iulie 2015       |
| 12 | Underwater Adventure  | 20       | 16 iulie 2015      |
| 13 | Secret Lagoon         | 20       | 31 iulie 2015      |
| 14 | Chuck vs. The Volcano | 20       | 12 august 2015     |
| 15 | Cloud Forest          | 20       | 17 septembrie 2015 |
| 16 | Love Lagoon           | 25       | 17 septembrie 2015 |
| 17 | Spooky Swamp          | 20       | 6 octombrie 2015   |
| 18 | The Red Devil         | 20       | 15 octombrie 2015  |
| 19 | Autumn Orchard        | 20       | 2 noiembrie 2015   |
| 20 | Thanksgiving          | 25       | 13 noiembrie 2015  |
| 21 | Frosty Falls          | 20       | 3 decembrie 2015   |
| 22 | Cozy Cabin            | 20       | 17 decembrie 2015  |
| 23 | Luca’s Treehouse      | 20       | 6 ianuarie 2016    |
| 24 | Cotton Candy Carnival | 20       | 28 ianuarie 2016   |